# Данзе
Данзе (фр. Danzé) је насеље и општина у централној Француској у региону Центар (регион), у департману Лоар и Шер која припада префектури Вандом.
По подацима из 2011. године у општини је живело 718 становника, а густина насељености је износила 16,99 становника/km². Општина се простире на површини од 42,26 km². Налази се на средњој надморској висини од 140 метара (максималној 183 m, а минималној 107 m).

## Демографија
| 1962. | 1968. | 1975. | 1982. | 1990. | 1999. | 2011. |
| ----- | ----- | ----- | ----- | ----- | ----- | ----- |
| 596   | 674   | 515   | 556   | 578   | 605   | 718   |

График промене броја становника у току последњих година